# Clyde Best
Pour les articles homonymes, voir Best.
Clyde Cyril Best (né le 24 février 1951 aux Bermudes) est un footballeur et entraîneur bermudien.

## Biographie
En tant qu'attaquant, Clyde Best fut international bermudien. 
En tant que joueur, il commença sa carrière dans le club anglais de West Ham United, remportant une FA Cup en 1975. Il quitta le club en janvier 1976 pour les États-Unis et précisément le club de Tampa Bay Rowdies, puis à Portland Timbers. Il revint en Europe, dans le club hollandais du Feyenoord Rotterdam pour une saison, sans rien remporter. Il repartit aux États-Unis, dans trois clubs (Cleveland Force (indoor), Portland Timbers et Toronto Blizzard). Il ne remporta rien aux États-Unis. 
Il fut le sélectionneur de l'équipe des Bermudes de football de 1997 à 1999. En 2004, il fut intronisé au « Bermuda National Sports Hall of Fame », sorte de panthéon sportif des Bermudes. En 2006, il est décoré de la médaille de l'ordre de l'Empire britannique, pour services rendus au football et à la population des Bermudes.

## Clubs

### En tant que joueur
- 1968–jan. 1976 :  West Ham United
- 1976 :  Tampa Bay Rowdies
- 1976–1977 :  Portland Timbers
- 1977–1978 :  Feyenoord Rotterdam
- 1978–1981 :  Cleveland Force (indoor)
- 1979–1980 :  Portland Timbers
- 1981–1982 :  / Toronto Blizzard

### En tant qu'entraîneur
- 1997-1999 :  Bermudes

## Palmarès
- FA Cup
  - Vainqueur en 1975